# Ludwik I Oettingen (graf)
Ludwik I Oettingen (zm. 1141) – od około 1130 r. pierwszy graf Oettingen.
Miał jednego syna Ludwika, który po jego śmierci został grafem.